# Docodonta
Docodonta é uma ordem de mamíferos/mammaliaformes (dependendo do esquema de classificação) extintos que viveram durante a era Mesozóica. Sua principal característica é o sofisticado conjunto de molares, do qual provém o nome da ordem. Seu registro fóssil é pobre e escasso, sendo representados por dentes isolados, mandíbulas incompletas e raros ossos craniais e pós-craniais. A maior parte dos espécimes foram encontrados na área da antiga Laurásia (América do Norte, Europa e Ásia), entretanto, descobertas recentes, estenderam sua distribuição para a antiga Gondwana (Índia e América do Sul).
Acredita-se que os docodontes eram principalmente herbívoros e/ou insetívoros, entretanto, ao menos uma espécie, o Castorocauda pode ter sido piscívora, pelo formato de seus dentes.
A posição filogenética exata do docodontes depende do método que cada taxonomista está usando. Do ponto de vista cladístico, os docodontes são mammaliaformes estando fora da classe Mammalia. Do ponto de vista 'tradicional', os docodontes são mamíferos basais e normalmente agrupados na subclasse parafilética Allotheria ou na Theria. Simpson (1928;1929;1945) e muitos antecessores (Marsh 1887; Osborn 1888) agrupavam os docodontes entre os pantotérios, que eram considerados como linhagem basal dos térios atuais.

## Classificação
A listagem abaixo foi baseada em McKenna e Bell, 1997; Sigogneau-Russell, 2003; Kielan-Jaworowska, Cifelli e Luo, 2004; Ji, Luo, Yuan e Tabrum, 2006; Prasad e Manhas, 2007; Hu, Meng e Clark, 2007; diferenças e comentários vide notas:
- Ordem Docodonta[1] Kretzoi, 1946 sensu McKenna e Bell, 1997
  - Gênero Delsatia Sigogneau-Russell e Godefroit, 1997 incertae sedis
  - Gênero Dinnetherium[2] Jenkins, Crompton e Downs, 1983 incertae sedis
  - Família Docodontidae Simpson, 1929
    - Gênero Cyrtlatherium Freeman, 1979
    - Gênero Haldanodon Kühne e Krusat, 1972 
    - Gênero Borealestes Waldman e Savage, 1972
    - Gênero Dsugarodon Pfretzcshner e Martin, 2005
    - Gênero Castorocauda Ji, Luo, Yuan e Tabrum, 2006
    - Gênero Simpsonodon Kermack, Lee, Lees e Musset, 1987
    - Gênero Krusatodon Sigogneau-Russell, 2003
    - Gênero Peraiocynodon[3] Simpson, 1928
    - Gênero Docodon[4] Marsh, 1881
    - Gênero Gondtherium Prasad e Manhas, 2007
    - Gênero Acuodulodon Hu, Meng e Clark, 2007

  - Família Reigitheriidae[5] Bonaparte, 1990 
    - Gênero Reigitherium[6] Bonaparte, 1990

  - Família Tegotheriidae[7] Tatarinov, 1994
    - Gênero Itatodon Lopatin e Averianov, 2005
    - Gênero Tashkumyrodon Martin e Averianov, 2004
    - Gênero Tegotherium Tatarinov, 1994
    - Gênero Sibirotherium Maschenko, Lopatin e Voronkevich, 2002

  - Família Megazostrodontidae[8] Cow, 1986 sensu Kielan-Jaworowska, Cifelli e Luo, 2004
    - Gênero Indozostrodon Datta e Das, 2001
    - Gênero Megazostrodon Crompton e Jenkins, 1968
    - Gênero Wareolestes[9] Freeman, 1979
    - Gênero Brachyzostrodon[10] Sigogneau-Russell, 1983